# Per-Erik Hedlund
Per-Erik "Särna" Hedlund, född 18 april 1897 i Särnaheden, Särna församling i nordvästra Dalarna, död där 12 februari 1975, var en svensk längdskidåkare och hemmansägare.

## Biografi
Per-Erik Hedlund föddes som oäkta son i ett småbrukarhem på Särnaheden i Norra Dalarna. Modern hette Karolina Matilda Hedlund medan fadern var okänd. Han började arbeta i skogen med flottning av timmer vilket gav både styrka och uthållighet då skidorna användes som transportmedel överallt. Under värnpliktstiden i Falun upptäcktes hans förmåga och han började därefter tävla och lyckades bra redan från början.
Särna-Hedlund vann 60 kilometersloppet under Nordiska spelen 1922, Vasaloppen 1926 och 1928, samt OS-guld på 50 kilometer vid olympiska vinterspelen 1928, samt under åren 1921–1927 vann han sammanlagt nio svenska mästerskap på olika distanser, vann svenska mästerskapen i skidstafett 1922 och 1924 samt deltog i det vinnande svenska stafettlaget vid skidtävlingarna i Innsbruck 1933. Han var senare även biträdande ledare för svenska skidtrupper utomlands.
Vid OS 1928 i Sankt Moritz i Schweiz deltog han iförd helvit skiddräkt. Innan OS-tävlingen blev Hedlund hotad med att bli diskvalificerad för att han inte använde den traditionella blå landslagsdräkten. Skidbasen Sixtus Jansson gav klartecken, men en annan svensk överledare, tillika ordförande i internationella skidförbundet, sa bestämt nej. Särna-Hedlund förklarade dock att om han inte fick åka i vitt, så skulle han inte åka alls. Hedlund trodde att det var lättare att åka med den vita skiddräkten eftersom den var tunnare än den tjocka blå landslagsdräkten och då lättare att åka med. Dräkten hade Evelina Söderlund i Malung sytt åt honom. Särna-Hedlund besökte ofta Malung i samband med skidtävlingar och värvades till Malungs IF från Särna. Som tack för sina insatser i Malungs färger fick Per-Erik Hedlund en ny skiddräkt, den vita.
Efter att Hedlund gått i mål på femmilen, replikerade han ”Ja, dög dräkten åt dig gubbjävel”. Eftersom han lyckades så bra i OS ansågs dräkten medföra tur. Efter tävlingen i OS blev Per-Erik ”Särna” Hedlund känd som ”den vite fantomen”. Därefter har den svenska landslagsdressen i längdskidåkning varit mer eller mindre helvit.
Han vann Vasaloppet 1926 och 1928. Hedlund tilldelades Svenska Dagbladets guldmedalj 1928.
Efter den aktiva karriären fungerade han vid flera tillfällen som ledare för svenska skidtrupper i utlandet, men efter hand drog han sig mer och mer tillbaka till sitt hemman i Särna där han sista åren blev söndervärkt av reumatism och avled 1975.